# Zatoka Tampa
Zatoka Tampa (ang. Tampa Bay) – przystań i estuarium wzdłuż zatoki Meksykańskiej i zachodniego wybrzeża Florydy, obejmujący takie zatoki jak: Hillsborough, Old Tampa, Middle Tampa oraz Lower Tampa.
Nad zatoką leżą Tampa i St. Petersburg.